# Gnatholebias zonatus
Gnatholebias zonatus är en fiskart som först beskrevs av Myers, 1935.  Gnatholebias zonatus ingår i släktet Gnatholebias och familjen Rivulidae. Inga underarter finns listade i Catalogue of Life.